# Jump Back: The Best of The Rolling Stones
Jump Back: The Best of The Rolling Stones er det sjette officielle opsamlingsalbum fra The Rolling Stones, og det blev udgivet verden over, undtaget i Nordamerika, i 1993. I Nordamerika blev det først udgivet i 2004, to år efter Forty Licks.
Dette var det første Rolling Stones opsamlingsalbum på CD.  Jump Back: The Best of The Rolling Stones strakte sig over perioden 1971 – 1989 med Sticky Fingers fra 1971 til det sidste studiealbum Steel Wheels fra 1989. 
Det var deres første udgivelse under deres nye kontrakt med Virgin Records, der blev underskrevet i november 1993 (mens Voodoo Lounge blev indspillet). 
 Jump Back: The Best of The Rolling Stones  blev nummer 16. i England, og blev en blivende sælger. Til trods for den sene udgivelse i USA i 2004, lykkes det den at få en 30. plads og sælge platin.

## Spor
- Alle sangene er skrevet af Mick Jagger and Keith Richards udtaget hvor andet er påført.

1. "Start Me Up" – 3:34
2. "Brown Sugar" – 3:48
3. "Harlem Shuffle" (Bob Relf, Ernest Nelson) – 3:24
4. "It's Only Rock 'n' Roll" – 5:07
5. "Mixed Emotions" (edit version) – 3:59
6. "Angie" – 4:31
7. "Tumbling Dice" – 3:45
8. "Fool to Cry" (edit version) – 4:06
9. "Rock and a Hard Place" (edit version) – 4:11
10. "Miss You" (edit version) – 3:34
11. "Hot Stuff" (edit version) – 3:30
12. "Emotional Rescue" – 5:39
13. "Respectable" – 3:07
14. "Beast of Burden" (edit version) – 3:28
15. "Waiting on a Friend" – 4:35
16. "Wild Horses" – 5:43
17. "Bitch" – 3:36
18. "Undercover of the Night" – 4:33